# Guido Milán
Guido Leonardo Milán (n. Haedo, Buenos Aires, Argentina; 3 de julio de 1987) es un ex futbolista argentino. Jugaba de defensor y su último club fue Gimnasia y Tiro (S) donde actualmente es el director deportivo.

## Trayectoria

### Deportivo Español
Guido Milán comenzó su carrera profesional en el Deportivo Español. Durante su primera temporada, Milán participó en diez partidos y marcó un gol. En 2007, su temporada fue un poco más completa, ya que disputó 26 partidos de liga y anotó dos goles. Guido Milán se convertiría en un pilar importante del primer equipo durante sus últimas dos temporadas en el Deportivo Español. El club, sin embargo, descendió a la Primera C al finalizar la temporada 2009/2010 y Guido Milán se vio obligado a abandonar las filas del club.

### Gimnasia de Jujuy
El 10 de junio de 2010, se anunció su fichaje por Gimnasia y Esgrima de Jujuy. En este equipo participó de 33 partidos e hizo una anotación.

### Atlanta
A mediados de 2011, Guido Milán firma por el Atlanta de la Primera B Nacional, donde participó en 28 partidos y convirtió una anotación.

### Metz
En julio de 2012, Guido Milán ficharía por el FC Metz, mientras que el club recién acababa de tener su primer descenso al Championnat National. Después de un tiempo de adaptación en Francia, Milán fue apareciendo de a poco en el once inicial del plantel dirigido por Albert Cartier. Guido acompañó en la zona baja al exdefensa del Inter de Milán, Bruno Cirillo. Finalmente, Guido terminaría siendo pieza fundamental en el equipo que logró ascender a la Ligue 2. 
Después de esa temporada, el Metz se ve reforzado con la llegada de Sylvain Marchal y Jeremy Choplin. Ambos jugadores venían de formar la bisagra central del SC Bastia en la Ligue 1 la temporada pasada. La competencia era dura y Guido Milán tuvo que ser relegado un tiempo al banquillo de suplentes. Jugó su primer partido de la Ligue 2 ante el Stade Brestois el 21 de octubre de 2013. Terminaría la temporada con 16 apariciones, haciendo de él un jugador clave para obtener el título de la Ligue 2.
El 20 de septiembre de 2014, Guido Milán anotó su primer gol de la Ligue 1 ante el SC Bastia. El 28 de abril de 2015, el defensor argentino sufrió una grave lesión del ligamento cruzado de la rodilla izquierda en un partido contra el Paris Saint-Germain que lo dejó fuera de las canchas por más de seis meses. Reaparecería el 11 de enero de 2016, en la victoria de su equipo por 1-0 frente a Sochaux, ingresando en sustitución de Sergey Krivets durante el segundo tiempo.

### Veracruz
El 3 de julio de 2017 se confirmó su pase a los Tiburones Rojos de Veracruz.

### Gimnasia y Tiro
En el regreso del equipo Salteño a la segunda división se confirma la continuidad en el equipo. De cara a la primera fecha integra el banco de suplentes, ingresando en el minuto 30 del segundo tiempo en lugar de Facundo Heredia. En marzo sufre la rotura del tendón de Aquiles debiendo ser operado. La lesión se produjo en el encuentro contra Defensores Unidos En julio tras resentirse de la lesión toma la decisión de retirarse y es contratado por el club para ocupar el cargo de Director Deportivo de la institución.

## Estadísticas
Actualizado al 31 de julio de 2024

| Deportivo Español Argentina | 3.ª           | 2006-07       | 10  | 2  | —  | — | — | — | 10  | 2  | 0.2  |
| Deportivo Español Argentina | 3.ª           | 2007-08       | 26  | 2  | —  | — | — | — | 26  | 2  | 0.08 |
| Deportivo Español Argentina | 3.ª           | 2008-09       | 30  | 1  | —  | — | — | — | 30  | 1  | 0.03 |
| Deportivo Español Argentina | 3.ª           | 2009-10       | 33  | 3  | —  | — | — | — | 33  | 3  | 0.09 |
| Deportivo Español Argentina | Total club    | Total club    | 99  | 7  | —  | — | — | — | 99  | 7  | 0.07 |
| Gimnasia (J) Argentina | 2.ª           | 2010-11       | 34  | 1  | 0  | 0 | — | — | 34  | 1  | 0.07 |
| Gimnasia (J) Argentina | Total club    | Total club    | 34  | 1  | 0  | 0 | — | — | 34  | 1  | 0.03 |
| Atlanta Argentina | 2.ª           | 2011-12       | 28  | 1  | 1  | 0 | — | — | 29  | 1  | 0.03 |
| Atlanta Argentina | Total club    | Total club    | 28  | 1  | 1  | 0 | — | — | 29  | 1  | 0.03 |
| Metz Francia | 2.ª           | 2012-13       | 28  | 0  | 4  | 0 | — | — | 32  | 0  | 0    |
| Metz Francia | 2.ª           | 2013-14       | 16  | 0  | 0  | 0 | — | — | 16  | 0  | 0    |
| Metz Francia | 1.ª           | 2014-15       | 24  | 1  | 2  | 1 | — | — | 26  | 2  | 0.08 |
| Metz Francia | 2.ª           | 2015-16       | 13  | 2  | 0  | 0 | — | — | 13  | 2  | 0.15 |
| Metz Francia | 1.ª           | 2016-17       | 22  | 1  | 4  | 2 | — | — | 26  | 1  | 0.04 |
| Metz Francia | Total club    | Total club    | 103 | 4  | 10 | 3 | 0 | 0 | 114 | 7  | 0.06 |
| Veracruz · México | 1.ª           | Apertura 2017 | 12  | 0  | 2  | 0 | — | — | 14  | 0  | 0    |
| Veracruz · México | 1.ª           | Clausura 2018 | 9   | 0  | 0  | 0 | — | — | 9   | 0  | 0    |
| Veracruz · México | 1.ª           | Apertura 2018 | 2   | 0  | 0  | 0 | — | — | 2   | 0  | 0    |
| Veracruz · México | 1.ª           | Clausura 2019 | 0   | 0  | 0  | 0 | — | — | 0   | 0  | 0    |
| Veracruz · México | Total club    | Total club    | 23  | 0  | 2  | 0 | 0 | 0 | 25  | 0  | 0    |
| Ferro Argentina | 2.ª           | 2019-20       | 8   | 0  | 0  | 0 | — | — | 8   | 0  | 0    |
| Ferro Argentina | 2.ª           | 2020          | 1   | 0  | 0  | 0 | — | — | 1   | 0  | 0    |
| Ferro Argentina | Total club    | Total club    | 9   | 0  | 0  | 0 | 0 | 0 | 9   | 0  | 0    |
| Gimnasia y Tiro Argentina | 3.ª           | 2021          | 30  | 1  | 0  | 0 | — | — | 30  | 1  | 0.03 |
| Gimnasia y Tiro Argentina | Total club    | Total club    | 30  | 1  | 0  | 0 | 0 | 0 | 30  | 1  | 0.03 |
| Atl. Rafaela Argentina | 2.ª           | 2022          | 16  | 0  | 0  | 0 | — | — | 16  | 0  | 0    |
| Atl. Rafaela Argentina | Total club    | Total club    | 16  | 0  | 0  | 0 | 0 | 0 | 16  | 0  | 0    |
| Gimnasia y Tiro Argentina | 3.ª           | 2022          | 21  | 3  | 0  | 0 | — | — | 21  | 3  | 0.14 |
| Gimnasia y Tiro Argentina | 3.ª           | 2023          | 21  | 0  | 1  | 0 | — | — | 22  | 0  | 0    |
| Gimnasia y Tiro Argentina | 2.ª           | 2024          | 4   | 0  | 0  | 0 | — | — | 4   | 0  | 0    |
| Gimnasia y Tiro Argentina | Total club    | Total club    | 46  | 3  | 1  | 0 | 0 | 0 | 47  | 3  | 0.06 |
| Total carrera | Total carrera | Total carrera | 390 | 17 | 13 | 4 | 0 | 0 | 404 | 20 | 0.05 |
| (1) La copa nacional se refiere a la Copa Argentina y Supercopa Argentina . (2) La copa internacional se refiere a la Copa Sudamericana, Recopa Sudamericana, Copa Libertadores. |               |               |     |    |    |   |   |   |     |    |      |

## Palmarés

### Campeonatos nacionales
| Título           | Club            | País      | Año     |
| ---------------- | --------------- | --------- | ------- |
| Ligue 2          | FC Metz         | Francia   | 2013/14 |
| Torneo Federal A | Gimnasia y Tiro | Argentina | 2023    |

### Otros logros
| Logro             | Club    | País    | Año     |
| ----------------- | ------- | ------- | ------- |
| Ascenso a Ligue 1 | FC Metz | Francia | 2015/16 |

## Vida privada
Está casado y tiene tres 
hijos con su esposa.